# Mussaenda intuspilosa
Mussaenda intuspilosa är en måreväxtart som beskrevs av Jayaw.. Mussaenda intuspilosa ingår i släktet Mussaenda och familjen måreväxter. Inga underarter finns listade i Catalogue of Life.